# سوپر جام اروپا ۲۰۱۰
سوپرجام اروپا ۲۰۱۰ سی و پنجمین دوره از رقابت‌های سوپر جام اروپا است. این مسابقه فوتبال سالیانه توسط یوفا بین قهرمان لیگ قهرمانان اروپا و لیگ اروپا می شود. این مسابقه در ۲۷ اوت ۲۰۱۰ بین اینتر میلان قهرمان لیگ قهرمانان اروپا ۱۰–۲۰۰۹ و اتلتیکو مادرید قهرمان لیگ اروپا ۱۰–۲۰۰۹ در ورزشگاه لویی دوم شهر موناکو در کشور فرانسه برگزار شد. در نهایت این باشگاه فوتبال اتلتیکو مادرید بود که برای اولین بار فاتح سوپر جام اروپا شد.